# Sheikh Awaare
Sheikh Awaare (ook: Shiikh Awaare) is een gehucht in het zuiden van het District Zeila, regio Awdal, in de niet-erkende staat Somaliland (en dus formeel nog steeds gelegen in Somalië).
Sheikh Awaare ligt ca. 111 km ten zuidwesten van de districtshoofdstad Zeila in het Ogo- (of Galgodon)-hoogland, op ruim 700 m hoogte. Dorpen in de omgeving zijn Jidhi, Mashruuca Dibira Weyn, Abdol Ghadar en Hariirad.
Klimaat: Sheikh Awaare heeft een tropisch savanneklimaat dat beïnvloed wordt door de hoogte waarop het dorp ligt. De gemiddelde jaartemperatuur is 27,6 °C. Juni is de warmste maand, gemiddeld 32,4 °C; januari is het koelste, gemiddeld 22,7 °C. De jaarlijkse regenval bedraagt ca. 175 mm (ter vergelijking: in Nederland ca. 800 mm). Er valt het hele jaar weinig neerslag maar met twee lage 'pieken' in april en in juli-september. Augustus is de natste maand met ca. 32 mm neerslag. De periode van oktober - februari is relatief droog.